# Геркулес (пароплав, 1832)

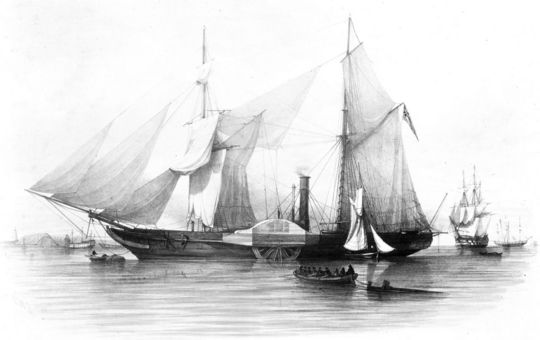
HMS «Gorgon», 1837 рік

«Геркулес» — військовий пароплав. Перший у світі пароплав з вдалою паровою машиною без балансира, збудований в Росії на Іжорському заводі в 1832 році. Будівельником пароплава був англійський кораблебудівник на російській службі В. Х. Стокке.
У 1832 році на Іжорському заводі вперше в Росії була побудована парова машина з кривошипно-шатунним механізмом для військового пароплава «Геркулес». Це була перша в світі вдала парова машина для пароплавів без балансира, потужністю 240 кінських сил. Англійці двічі, в 1822 і 1826 роках, робили спробу виготовити подібні машини для своїх пароплавів, але вони виявилися невдалими і їх довелося замінити звичайними балансирними машинами. Лише на пароплаві «Горгон» («Gorgon»), спущеному на воду в 1837 році, вони змогли встановити машину прямої дії (без балансира), яка стала працювати нормально.